# 路怡珍
路怡珍，暱稱小路，台灣新聞主播、財經節目主持人。畢業於國立臺灣大學政治學系。
曾任東森財經新聞台晚間主播、TVBS和YahooTV節目主持人，現於風傳媒主持《下班經濟學》，並主持《全球串連早安新聞》Podcast。2015年獨家訪問Google全球總裁艾瑞克．史密特（Eric Schmidt）、2019年訪問软银創辦人孫正義。